# Glypta ophthalmus
Glypta ophthalmus är en stekelart som beskrevs av Joseph Kriechbaumer 1887. Glypta ophthalmus ingår i släktet Glypta, och familjen brokparasitsteklar. Arten är reproducerande i Sverige.